# Зільдярово
Зільдя́рово (рос. Зильдярово, башк. Елдәр) — село у складі Міякинського району Башкортостану, Росія. Адміністративний центр Зільдяровської сільської ради.
Населення — 890 осіб (2010; 978 в 2002).
Національний склад:
- башкири — 63%
- татари — 35%